# DTEL-IX
DTEL-IX — Digital Telecom Internet Exchange, українська незалежна Точка обміну Інтернет-трафіком. Створена в 2009 року для пірингу українських і міжнародних операторів. Станом на 2021 рік має 239 членів, з максимальним піковим навантаженням 2.2 Тбіт/с.

## Історія
- Створена в 2009 році.[2]
- У 2014 році DTEL-IX обігнала UA-IX, найбільшу точку обміну інтернет-трафіком в Україні на той час.[3]
- З 2015 року запустила тестову взаємодію з роут-серверами по протоколу IPv6.[4]
- У травні 2016 року компанія РАСКОМ стала авторизованим реселлером DTEL-IX.[5]
- Розпочав роботу в BeMobile DC в лютому 2017 року, надаючи фізичні та віртуальні послуги перехресного з'єднання всередині власної зустрічної кімнати.[джерело?]
- Станом на квітень 2017 року: перший 100GbE порт RETN в DTEL-IX.[6]
- У 2019 приєднались до ініціативи MANRS, виконавши всі вимоги MANRS for IXPs.[джерело?]
- У 2020 запустили власний датацентр.[джерело?]

## Цікаві факти
- DTEL-IX занесена до неофіційного списку клубу 1Tbps точок обміну, що забезпечують передачу обсягів трафіку від 1 Тбіт/с і вище[7][первинне джерело] .